# Toshihiko Nakajima
Toshihiko Nakajima (jap. 中嶋 聡彦 Nakajima Toshihiko; ur. 12 sierpnia 1962, zm. 8 września 2017) – japoński seiyū związany z Ken Production.

## Role
- Cowboy Bebop – Carlos
- Detektyw Conan – Tome-san
- Gundam Seed – Kojirō Murdoch
- Hajime no Ippo – Yagi-chan
- InuYasha – Hachiemon
- Paranoia Agent – Masami Hirukawa
- Pokémon –
  - Burmistrz Wielkiego Miasta,
  - Hassaku (Myron)
- Princess Tutu – Montand
- Ranma ½ –
  - Farmer Brown,
  - Yamato no Orochi
- Sonic X – Pachacamac
- Tekkaman Blade – przywódca królów